# Vittorio Camardese
Vittorio Camardese (Potenza, 6 luglio 1929 – Potenza, 2 luglio 2010) è stato un chitarrista e medico italiano.

## Biografia
Dopo aver frequentato il liceo classico di Potenza, si trasferì a Roma per intraprendere gli studi universitari. Laureatosi in medicina con una specializzazione in radiologia, esercitò la professione medica presso l'ospedale San Filippo Neri e poi al policlinico Umberto I.
Si formò musicalmente da autodidatta e in ambito non professionale. Fece la sua prima apparizione in tv nella trasmissione Primo applauso nel 1956 dove vinse il primo premio. Nel 1965 partecipò al programma televisivo Chitarra amore mio, condotto da Arnoldo Foà e nel 1970 a Speciale per voi, condotto da Renzo Arbore.
Frequentò i due principali locali romani di orientamento jazz: il Music inn e il Folkstudio. In quegli anni frequentò e suonò con molti personaggi: Chet Baker, Tony Scott, Joe Venuti, Lelio Luttazzi, Romano Mussolini e Irio De Paula.
Nel 1978 incontrò la compagna alla quale rimarrà legato per 18 anni. Lei aveva un figlio di 3 anni, Roberto Angelini, oggi cantautore, attivo nell'opera di valorizzazione del talento di Camardese. Lo stesso anno partecipò ad un altro programma di Arbore: fu la sua ultima apparizione televisiva. Il carattere schivo e modesto e la troppa pressione legata all'andare in onda lo convinsero a rifiutare successivi inviti.
L'attività artistica di Camardese è poco documentata ed è nota principalmente attraverso la partecipazione alla trasmissione Chitarra amore mio, trasmessa dalla Rai nel 1965. Il documento video pervenutoci è però significativo per la tecnica chitarristica molto innovativa da lui sviluppata autonomamente. In particolare è notevole l'impiego delle dita della mano destra che percuotono le corde sul manico per generare note e suoni.
In realtà tale tecnica, nota oggi come tapping, era già stata impiegata precedentemente da altri strumentisti, come lo statunitense Roy Smeck negli anni trenta. Tuttavia l'utilizzo originale di Camardese si caratterizza già per alcuni elementi che un decennio più tardi ne avrebbero decretato la fortuna in ambito pop, rock e fusion. Tra questi il maggior virtuosismo, non solo in fase di velocità esecutiva, ma anche nella capacità di ricreare a livello uditivo la sensazione di un ensemble strumentale (contrabbasso, chitarra di accompagnamento, percussioni), il tutto su un impianto armonico di tipo prevalentemente jazzistico.